# Jean Giraudoux
Jean Giraudoux (n. 29 octombrie 1882, Bellac, Limousin, Franța – d. 31 ianuarie 1944, Paris, Franța sub ocupație nazistă) a fost un scriitor (romancier, eseist, dramaturg) și un diplomat francez.

## Originile
Dicționarele ne spun că localitatea Bellac „posedă o biserică din secolul al XII-lea – secolul al XIV-lea și că este patria lui Jean Giraudoux”. Jean, ca și La Fontaine, cum spunea el în glumă, s-a născut la 29 octombrie 1882, la Bellac, într-o familie modestă. Era fiul perceptoruluiLéger Giraudoux și a soției acestuia, Anne, născută Lacoste. La botez a primit numele de Hippolyte-Jean.

## Studiile
Originea modestă nu l-a împiedicat să facă studii strălucite. Învață la școala primară din orașul natal, apoi Jean Giraudoux urmează cursurile liceului din Châteauroux, iar din anul 1900, își continuă studiile la Liceul Lakanal, din Paris.
Între anii 1903 – 1905, Jean Giraudoux urmează studiile la Școala Normală Superioară, unde optează pentru studii germanice. La absolvire, a reușit primul. Cunoașterea temeinică a Germaniei, a literaturii sale și a sufletului german i-a permis realizarea unor opere literare profunde: Siegfried et le Limousin, Siegfried, La Guerre de Troie n'aura pas lieu, Ondine.

## Cariera diplomatică și de scriitor
Călătorește în Germania (profesor la o curte princiară), în America (lector la Universitatea Harvard), frecventează mediile literare pariziene. În anul 1909, publică primul său roman, Les Provinciales.
În anul 1910, îmbrățișează cariera diplomatică, în urma unui concurs primește funcția de viceconsul. Jean Giraudoux activează în cadrul Ministerului de Externe. În această perioadă a publicat o singură cartte: L’École des Indifférents, în anul 1911.
În anul 1914, la izbucnirea Primului Război Mondial, este mobilizat cu gradul de sergent, iar pe front este rănit în două rânduri, fiind citat prin ordine de zi. Primește Legiunea de Onoare. În anul 1916, este trimis în Portugalia și în Statele Unite ale Americii, în calitate de instructor militar. Amintirile din război îi inspiră scrierea a trei opere, în aparență ușoare, dar, mai ales, pudice: Lecture pour une Ombre (1917), Amica America (1919) și Adorable Clio (1920).
În 1918, se căsătorește, iar în anul 1919, își reia cariera diplomatică, accedând la Quai d’Orsay,în posturi înalte.
În privința scrierilor literare, în anul 1919 vede lumina tiparului lucrarea eroi-comică Elpénor, în care se narează războiul troian văzut prin ochii unui soldat obișnuit. În Amica America, Giraudoux își narează impresiile despre continentul american. În Adorable Clio, sunt redate amintiri din războiul abia încheiat.
În 1921, îi apare romanul Suzanne et le Pacifique, iar în anul 1922, romanul Siegfried et le Limousin. Din romanul Siegfried et le Limousin, ulterior extrage o piesă, care este net superioară romanului: Siegfried. Juliette au pays des hommes (1924), Bella (1926), roman inspirat din realitate, Simon le Pathétique (1926), Églantine (1927) sunt romanele pe care Jean Giraudoux le-a publicat, în continuare.
În 1928, leagă o strânsă prietenie cu actorul Louis Jouvet, care va deveni sfătuitorul său în domeniul teatrului. De atunci înainte, Jouvet va monta și va juca, aproape în fiecare an o nouă piesă scrisă de Giraudoux. Între 1928 și 1939, Jean Giraudoux scrie mai multe piese pentru Compania teatrală Jouvet: Siegfried (1928), Amphytrion 38, piesă inspirată din mitologia greacă, apărută în 1929, Judith, piesă inspirată din Vechiul Testament, apărută în 1931, Intermezzo (1933), unde Giraudoux scoate în evidență poezia vieții de fiecare zi, Tessa, o adaptare a romanului scriitoarei engleze Margaret Kennedy, apărută în 1934, Supplément au voyage de Cook (1935), La Guerre de Troie n’aura pas lieu (1935), pledoarie convingătoare contra războiului, Électre (1937), tragedie, în care autorul tratează conflictul dintre Electra, doritoare a unei dreptăți absolute și regele Egist, care dorește să se facă dreptate, ținând seama de contingențe. Autorul își manifestă solidaritatea față de toți oamenii care luptă împotriva fatalității. În anul 1939, apare piesa Ondine, inspirată din miturile nordice.

## Sfârșitul vieții
Jean Giraudoux moare, potrivit versiunii oficiale, ca urmare a unei otrăviri alimentare, dar, cel mai probabil, ca urmare a unei pancreatite, la 31 ianuarie 1944, fără să fi trăit eliberarea Franței de sub ocupația nazistă.

La câteva zile după înmormântare, care a avut loc la 3 februarie 1944, în cavoul provizoriu al cimitirului Montmartre, se zvonește că Jean Giraudoux ar fi fost otrăvit de Gestapo. Louis Aragon reia știrea, la 20 septembrie 1944, după eliberarea Parisului.
„Pentru ce? Nu doar pentru că este cel mai francez dintre scriitorii noștri, dar, cu siguranță și pentru activitatea sa de rezistență păstrată foarte secret și pe care, în ceea ce mă privește, am ghicit-o în cursul ultimei convorbiri pe care am avut-o cu el, cu cinci zile înaintea morții sale.”
A fost înmormântat în cimitirul Passy, la Paris.

## Opere
"Jean Graudoux l-a ales pe La Fontaine de naș. În povestirile sale trece de la timpurile homerice (Elpénor) la actualitate; în piesele sale de teatru de la subiectele moderne (Siegfried, Intermezzo, La Folle de Chaillot) la subiecte antice (Amphytrion, La Guerre de Troie n'aura pas lieu, Électre) sau biblice (Judith, Sodome et Gomorrhe), fără să mai vorbim de legenda germanică (Ondine). Tragedia alternează cu comedia. Mai mult decât atât, în sânul aceleiași opere literare, Giraudoux amestecă genurile și tonurile."
- 1909, Les Provinciales (Provincialele)
- 1911, L’École de Indifférents (Școala Indiferenților)
- 1917, Lecture pour une Ombre (Lectură pentru o Umbră)
- 1918, Simone le Pathétique (Simon Pateticul)
- 1919, Elpénor
- 1919, Amica America
- 1919, Adieu à la Guerre (Adio Războiului)
- 1920, Adorable Clio (Adorabila Clio)
- 1921, Suzanne et le Pacifique (Suzana și Pacificul)
- 1922, Siegfried et le Limousin (roman)
- 1924, Juliette au pays des hommes (Julieta în țara bărbaților)
- 1926, Bella
- 1927, Églantine (Floarea de măceș)
- 1928, Siegfried (piesă de teatru)
- 1929, Amphytrion 38
- 1930, Aventures de Jérôme Bardini (Aventurile lui Jérôme Bardini)
- 1931, Judith
- 1932, La France sentimentale (Franța sentimentală)
- 1933, Intermezzo
- 1934, Combat avec l’ange (Lupta cu îngerul)
- 1934, Tessa
- 1935, La Guerre de Troie n’aura pas lieu (Război cu Troia nu se face ~ Războiul Troiei nu va avea loc)
- 1937, Supplément au voyage de Cook
- 1937, Électre (Electra)
- 1937, L’Impromptu de Paris
- 1938, Les Cinq tentations de La Fontaine (Cele cinci tentații ale lui La Fontaine)
- 1938, Chois des élus (Alegerea celor alese)
- 1938, Cantique des Cantiques (Cântarea Cântărilor)
- 1939, Ondine
- 1939, Pleins Pouvoirs (Depline Puteri)
- 1939, Racine, in Tableau de la Littérature Française
- 1941, Littérature (Literatura)
- 1943, Sodome et Gomorrhe (Sodoma și Gomora)
- 1944, Écrits dans l’ombre (Scrieri în umbră)
- 1945, Folle de Chaillot (Nebuna din Chaillot) (postum)
- 1946, Sans Pouvoirs (Fără Puteri) (postum)
- 1946, L’Apollon de Bellac (Apollo din Bellac) (postum)
- 1953, Pour Lucrèce (Pentru Lucreția) (postum)
- 1954, Contes d’un matin (Poveștile unei dimineți) (postum)